# 圣查尔斯 (艾奥瓦州)
聖查爾斯（英語：St. Charles）是一個位於美國愛荷華州麥迪遜縣的城市。

## 地理
聖查爾斯的座標為41°17′16″N 93°48′29″W / 41.28778°N 93.80806°W，而該地的平均海拔高度為324米（即1063英尺）。

## 人口
根據2010年美國人口普查的數據，聖查爾斯的面積為1.40平方千米，當中陸地面積為1.40平方千米，而水域面積為0.00平方千米。當地共有人口653人，而人口密度為每平方千米466人。